# 5704 Schumacher
5704 Schumacher (1950 DE) là một tiểu hành tinh nằm phía ngoài của vành đai chính được phát hiện ngày 17 tháng 2 năm 1950 bởi K. Reinmuth ở Heidelberg.